# 260886 Henritudor
260886 Henritudor è un asteroide della fascia principale. Scoperto nel 2005, presenta un'orbita caratterizzata da un semiasse maggiore pari a 3,1437011 UA e da un'eccentricità di 0,1713729, inclinata di 26,03102° rispetto all'eclittica.
L'asteroide è dedicato all'ingegnere lussemburghese Henri Owen Tudor.